# Anthurium hookeri
Anthurium hookeri là một loài thực vật có hoa trong họ Ráy (Araceae). Loài này được Kunth miêu tả khoa học đầu tiên năm 1841.

## Hình ảnh

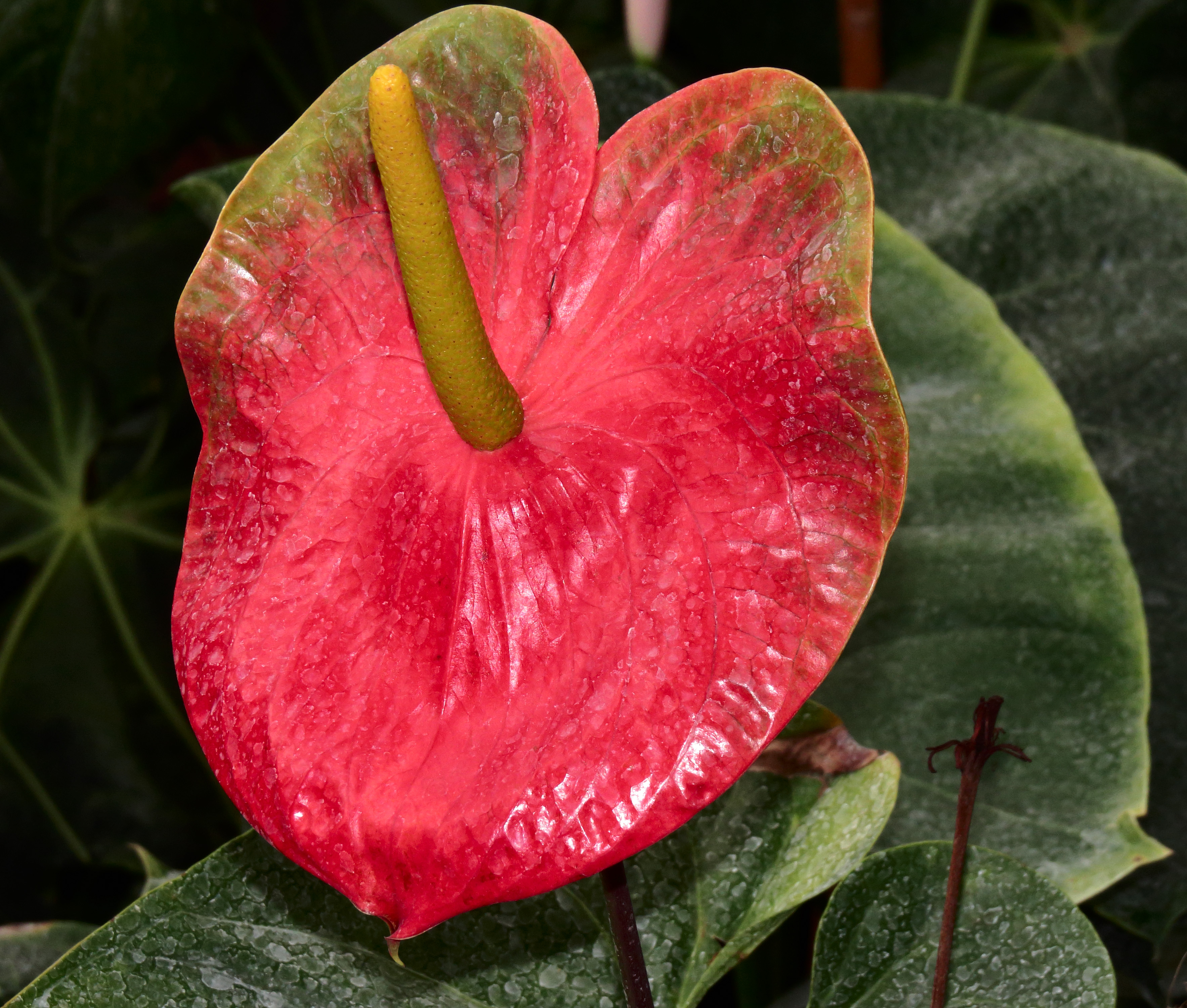
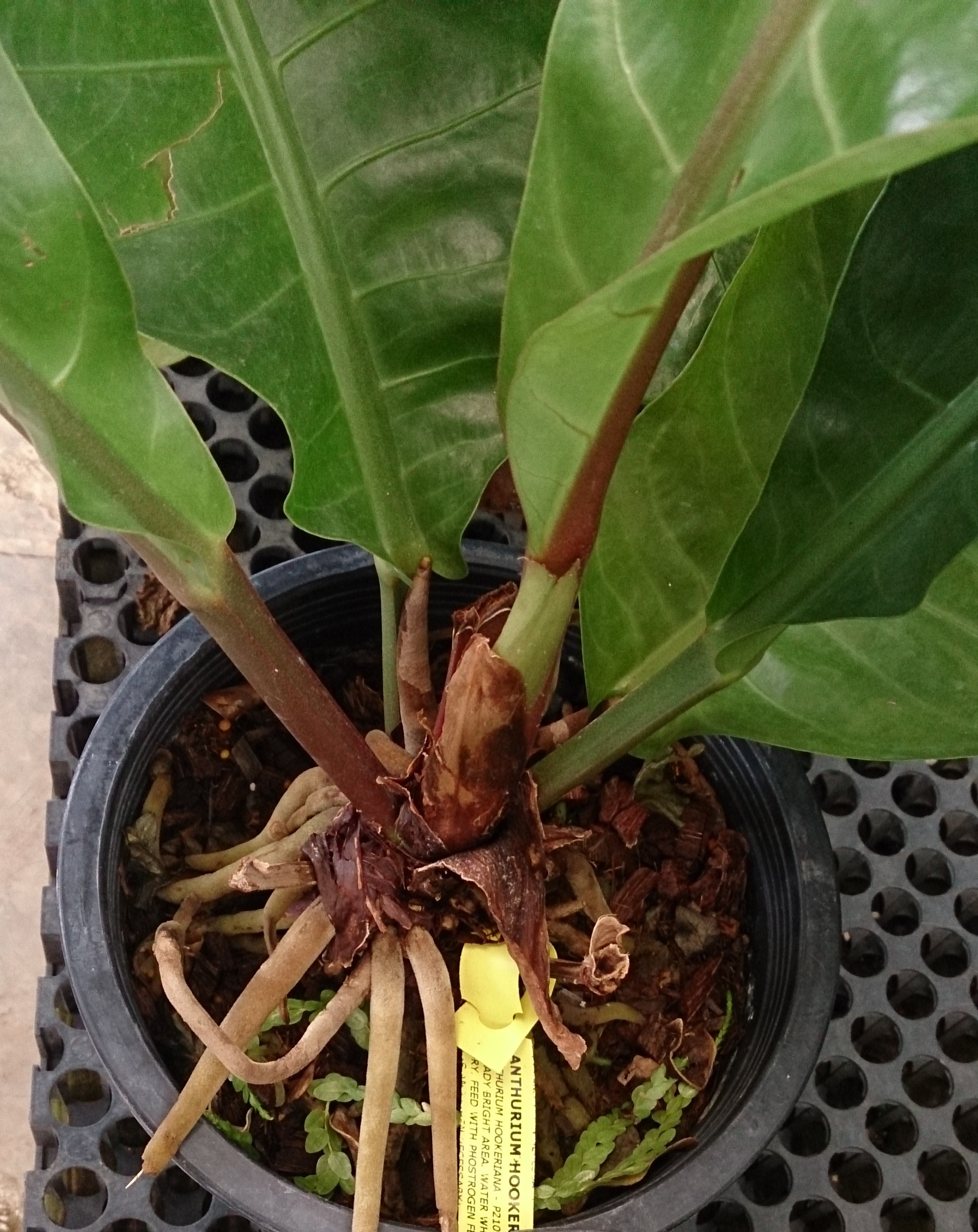
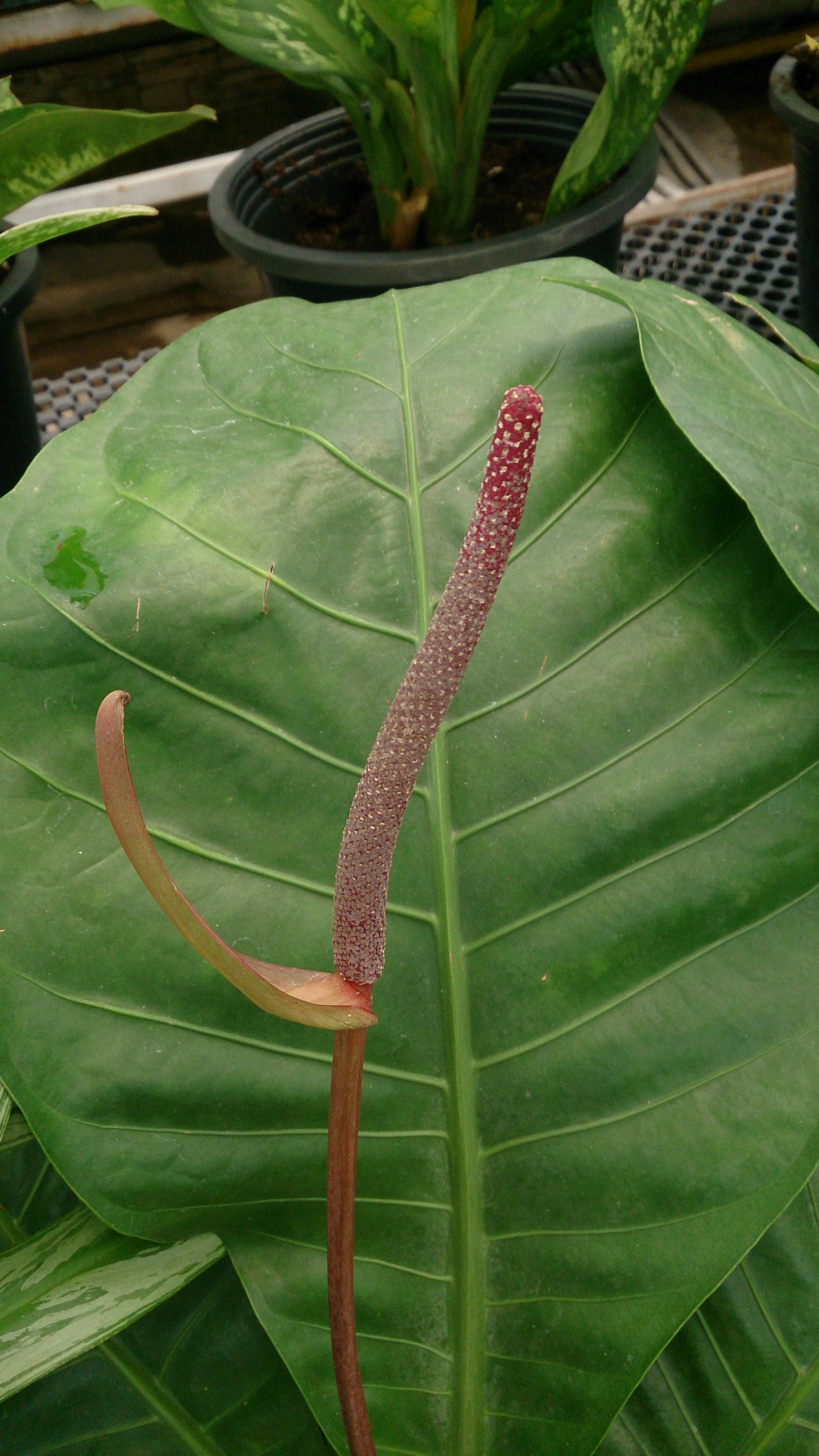
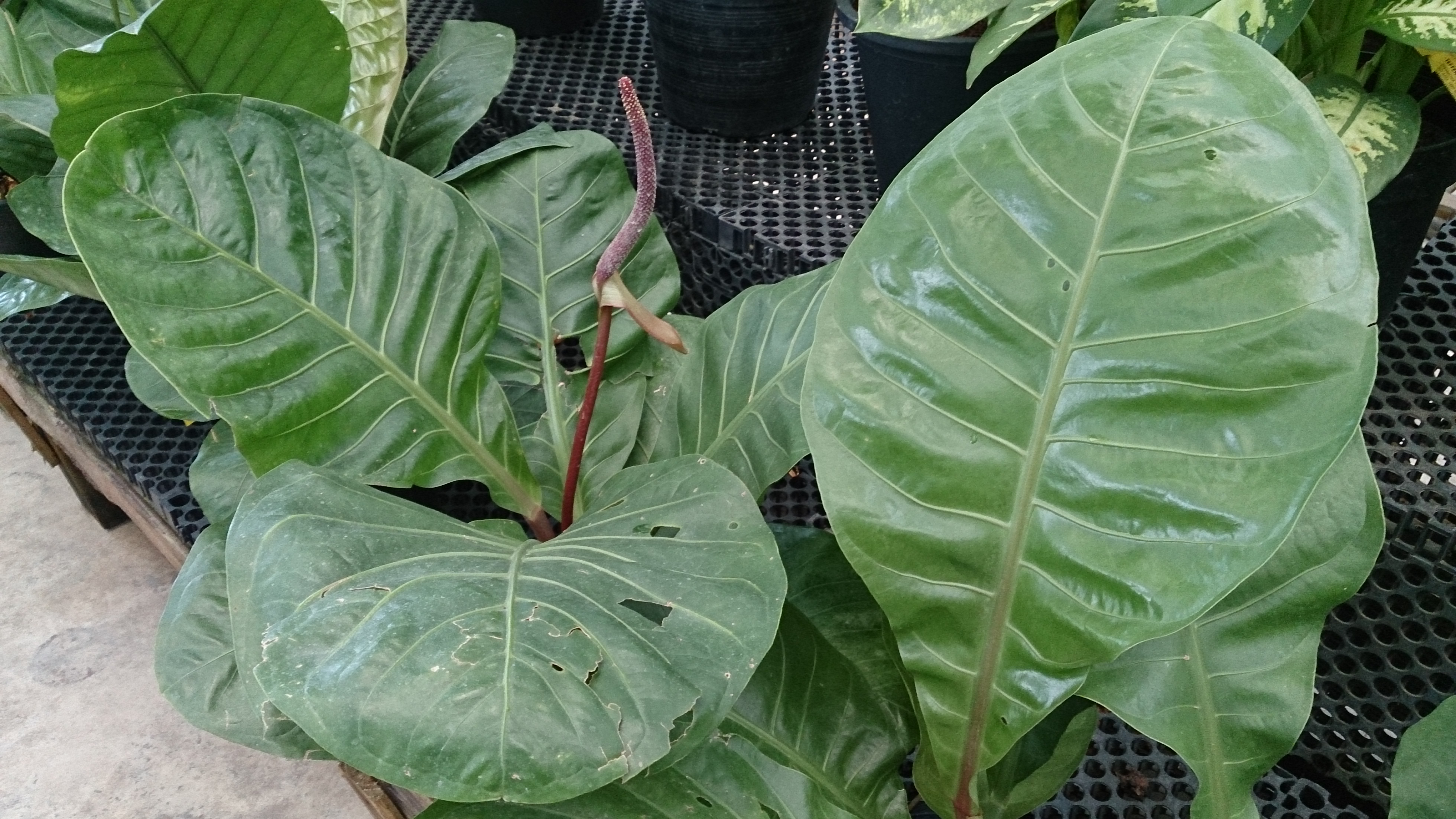